# Focke-Achgelis

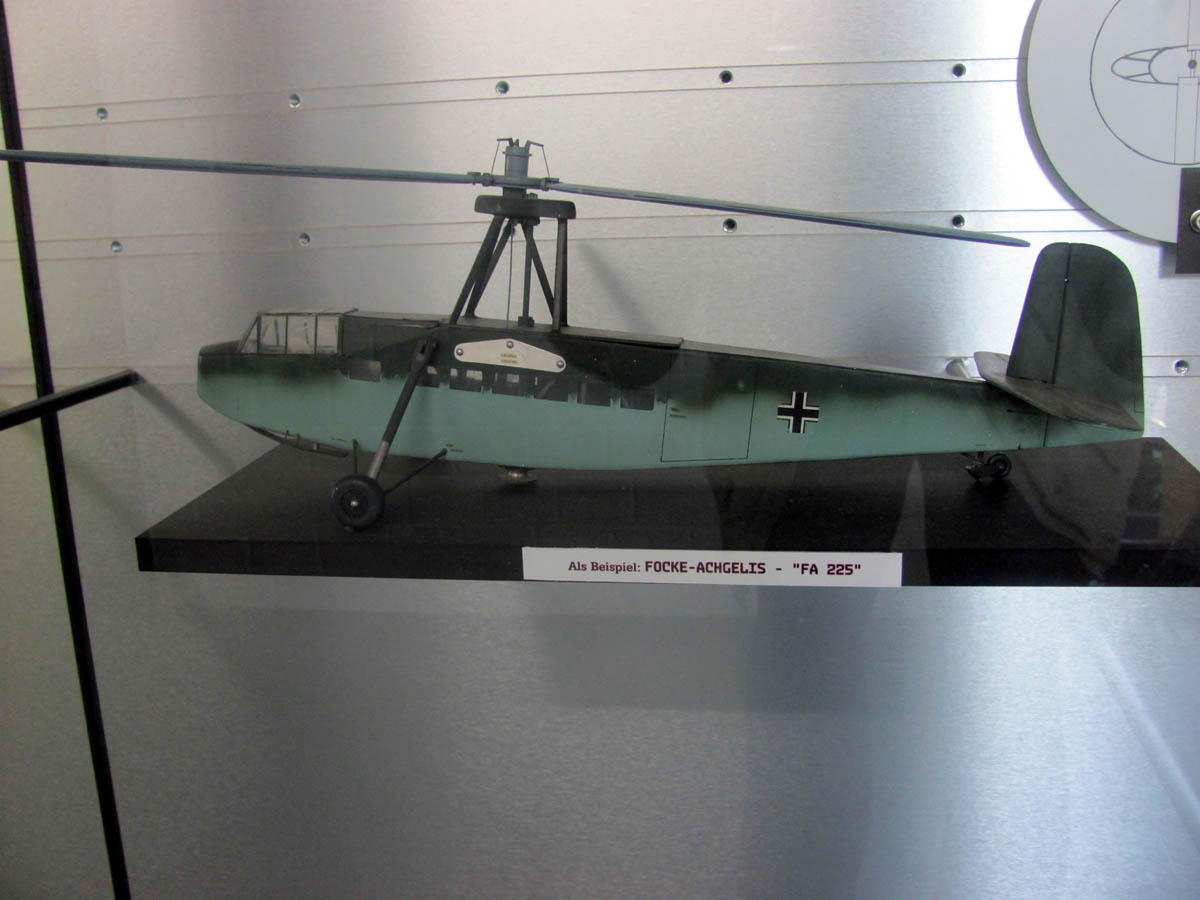
Modelo em escala do Focke-Achgelis Fa 225.

A Focke-Achgelis foi uma empresa alemã especializada na fabricação de helicópteros a partir de 1937, fundada por Henrich Focke e Gerd Achgelis. 
Depois da Segunda Guerra Mundial, a companhia foi proibida de continuar a produção, o que só voltou a acontecer em 1951, com a produção de planadores de asa rotativa. Em 1963 a companhia foi absorvida pela Vereinigte Flugtechnische Werke (VFW).

## Projetos
- Focke-Achgelis Fa 223 Drache (Dragão), helicóptero de transporte (protótipo)
- Focke-Achgelis Fa 225 planador de asa rotativa (protótipo), 1942
- Focke-Achgelis Fa 266 Hornisse (Vespa), helicóptero (protótipo)
- Focke-Achgelis Fa 269, avião VTOL (apenas projeto)
- Focke-Achgelis Fa 284, grande helicóptero de transporte (apenas projeto)
- Focke-Achgelis Fa 330 Bachstelze (Alvéola), pipa com rotor, 1942
- Focke-Achgelis Fa 336 helicóptero de escolta (protótipo), 1944